# Ilex pyrifolia
Ilex pyrifolia är en järneksväxtart som beskrevs av Chang Jiang Tseng. Ilex pyrifolia ingår i släktet järnekar, och familjen järneksväxter. Inga underarter finns listade i Catalogue of Life.